# クリエイティブ・ムーバー
クリエイティブ・ムーバー(Creative Mover)は、1990年代中頃に本田技研工業が発売した、いわゆる「RV」のシリーズである。

## 概要
本田技研工業の生産車種はFFの小型車が中心であり、1990年代初めに流行していた「RV」と呼ばれるSUVやワンボックスカーを自社では生産していなかった。クロスカントリー車はいすゞ自動車やランドローバーからOEM提供を受けたり、ジープ・チェロキーの販売を行っていたが、販売は振るわず、RV市場へ自社生産車で参入することが懸案となっていた。
1994年10月20日、既存の前輪駆動乗用車（アコードの主要コンポーネンツ + シビックの部品）をベースに多人数乗車が可能なミニバンに仕立てた「オデッセイ」の発表を皮切りに、遅まきながらRV市場への参入を果たした。
他社との差別化の必要もあり、「ミニバン」、「RV」という名称の使用は避け、また、後発の劣勢を跳ね返すため、新たに創造した「クリエイティブ・ムーバー（生活創造車）」という名称を用いた。
オデッセイは乗用車感覚のミニバンとして大きなヒットとなり、その後、「クリエイティブ・ムーバー」シリーズとして、シビックをベースにしたクロスオーバーSUVの「CR-V」、1.5ボックスの「ステップワゴン」、ステップワゴンを短く・低くした若者向けの「S-MX」（別名ステップバーン）が送り出された。
オデッセイは狭山工場の生産ラインの高さ制限、ステップワゴンは車体を共用できる小型商用ワンボックスカーを、CR-Vはやはりラダーフレーム付きのピックアップトラックを、それぞれ自社製品のラインナップに持たないことなど、ネガティブな要因を商品企画でプラスに置き換えることで成功を収めた。
これらの車種はいずれも既存のFF乗用車用プラットフォームを用いて生産されたものであるが、いずれも販売面で予想以上の成功を収め、ホンダの業績回復に大きく貢献した。その為、他社も対抗車種を展開することとなった。
尚、弟分的存在に「キャパ」と、「HR-V」の、「J・ムーバー」シリーズ、「ライフ」と「Z」の「K・ムーバー」シリーズがある。

## クリエイティブムーバー車種
- オデッセイ（ミニバン、プレミアム・ムーバー、1994年10月登場）
- CR-V（SUV、アクティブ・ムーバー、1995年10月登場）
- ステップワゴン（ミニバン、ファミリー・ムーバー、1996年5月登場）
- S-MX（ミニバン、ストリート・ムーバー、1996年11月登場 2002年8月廃止）
- ラグレイト（ミニバン、1999年6月登場 2005年12月廃止）